# フースエン県
フースエン県（フースエンけん、ベトナム語：Huyện Phú Xuyên / 縣富川）は、ベトナム社会主義共和国の首都ハノイ市に存在する行政区。

## 行政
フースエン県は以下の行政単位に区分される。 
- フーミン市鎮（Phú Minh / 富明）
- フースエン市鎮（Phú Xuyên / 富川）
- バックハ社（Bạch Hạ / 白夏）
- チャウカン社（Châu Can / 舟竿）
- チュエンミー社（Chuyên Mỹ / 專美）
- ダイタン社（Đại Thắng / 大勝）
- ダイスエン社（Đại Xuyên / 大川）
- ホアンロン社（Hoàng Long / 黃龍）
- ホンミン社（Hồng Minh / 鴻明）
- ホンタイ社（Hồng Thái / 鴻泰）
- カイタイ社（Khai Thái / 開泰）
- ミンタン社（Minh Tân / 明新）
- ナムフォン社（Nam Phong / 南風）
- ナムチエウ社（Nam Triều / 南朝）
- フートゥック社（Phú Túc / 富足）
- フーイエン社（Phú Yên / 富安）
- フックティエン社（Phúc Tiến / 福進）
- フオンドゥク社（Phượng Dực / 鳳翼）
- クアンラン社（Quang Lãng / 光朗）
- クアンチュン社（Quang Trung / 光中）
- ソンハ社（Sơn Hà / 山河）
- タンダン社（Tân Dân / 新民）
- トゥイフー社（Thụy Phú / 瑞富）
- チトゥイ社（Tri Thủy / 池水）
- チチュン社（Tri Trung / 池中）
- ヴァンホアン社（Văn Hoàng / 文黃）
- ヴァンニャン社（Văn Nhân / 文仁）
- ヴァントゥー社（Vân Từ / 文慈）